# 2014年冬季奧林匹克運動會以色列代表團
2014年冬季奧林匹克運動會以色列代表團是以色列派出的2014年冬季奧林匹克運動會代表團，共有五名運動員參與三項目賽事。

## 外部連結
- Israel at the 2014 Winter Olympics（页面存档备份，存于）